# Déménagement

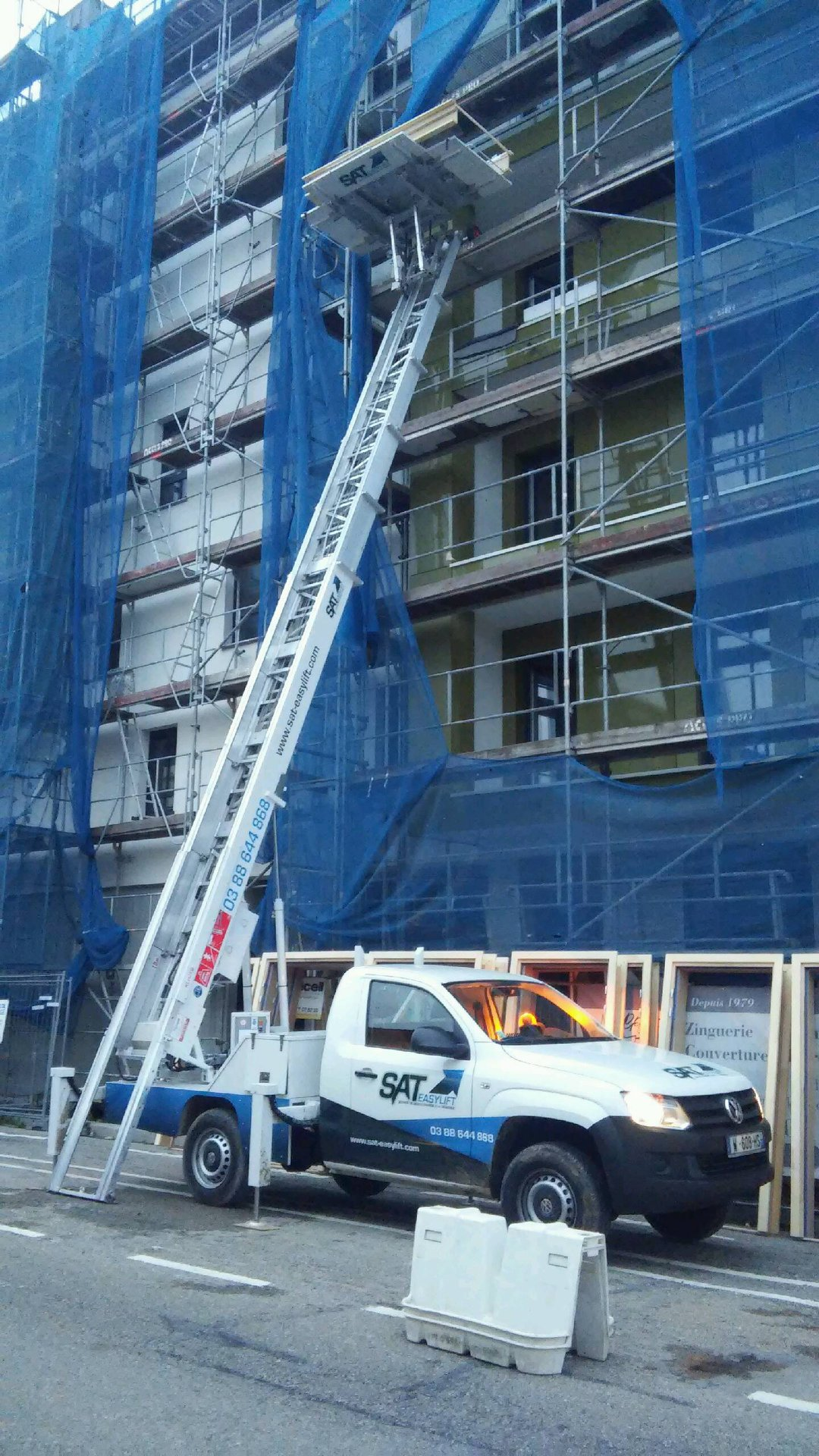
Monte-Meuble

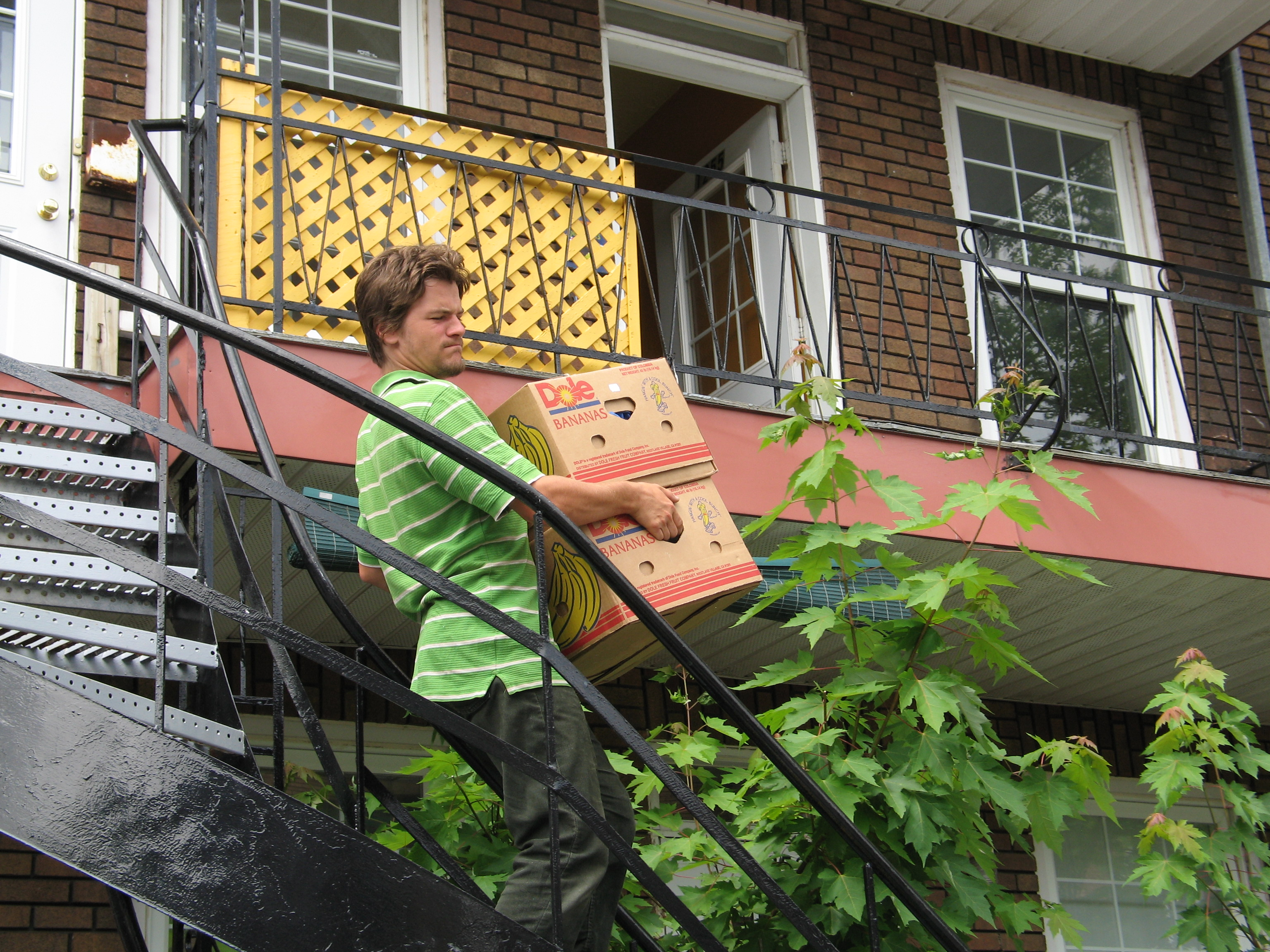
Scène d'un déménagement, à Québec, lors de la fête du déménagement.

Un déménagement est une action qui consiste à ôter tout ou partie des biens mobiliers contenus dans un local pour les transporter vers un autre. Il peut concerner un logement, des bureaux, un local commercial, une usine, etc. et peut résulter en un changement d'adresse.
Il existe des prestataires de services spécialisés dans cette activité : les déménageurs.

## Raisons
Les raisons qui mènent au déménagement peuvent être variées :
- professionnelles (mutation, déplacement, nouveau contrat de travail, augmentation ou diminution de revenus) ;
- sanitaires (logement indécent, problème d'accessibilité, bruits de voisinage ou environnementaux) ;
- familiales (naissance des enfants, rapprochement avec des membres de la famille, changement de situation familiale : mariage, divorce, concubinage) ;
- consécutives à des catastrophes naturelles rendant l'ancien local inutilisable ;
- administratives et/ou légales (insalubrité, expropriation, expulsion du logement, ou du territoire pour les étrangers) ;
- quitter le foyer parental, en particulier pour commencer des études supérieures ou pour entrer dans la vie active.

## Contraintes

### Contraintes temporelles
Un déménagement se déroule généralement sur une durée restreinte, si possible sur une seule journée. Le choix de la date est alors contraint par la date à laquelle il faut libérer l'ancien local et la date à laquelle on peut occuper le nouveau.
Il peut également être contraint par la distance entre l'ancien et le nouveau local.
Dans certains cas, il est possible d'utiliser un garde-meuble, ou tout autre local disponible.
Il est également souvent contraint par la disponibilité des déménageurs, qu'il s'agisse de professionnels ou bien de tiers.

### Contraintes physiques
- temps pour effectuer le déplacement,
- volume de chargement,
- nombre d'étages dans le cas de l'utilisation d'escaliers,
- dimensions de l'ascenseur, ou de la cage d'escalier,
- stress, lié au changement.
- poids et dimensions de certains objets tels que piano ou coffres-forts, qui sont généralement transportés par un déménageur spécialisé tel que le porteur de piano.

## Aspects administratifs
En France, pour libérer un local en location, il faut en informer le propriétaire un à trois mois à l'avance, en fonction de la durée du préavis prévue par le bail. Le locataire doit se désabonner des services desservant l'ancien logement (internet, eau courante, électricité, gaz, téléphonie fixe).
En France, dans le cas d'un achat, la remise des clefs se fait à la date de signature de l'acte.
Après l'installation dans le nouveau local, les démarches effectuées sont en principe les suivantes :
- se réabonner aux services souhaités (il est parfois possible de transférer un abonnement depuis l'ancien local, particulièrement lorsqu'une faible distance le sépare du nouveau) ;
- informer différents organismes du changement d'adresse, éventuellement sur présentation d'un justificatif de domicile (employeurs, assurances, service des impôts, carte grise, etc.). Ces démarches peuvent se faire en ligne[1].
- informer ses contacts du changement d'adresse ; les services postaux proposent généralement de faire suivre le courrier pendant une durée déterminée.

Une fête est traditionnellement organisée pour célébrer l'emménagement dans un nouveau logement : la pendaison de crémaillère. Cela consiste à remercier tous les participants au déménagement et à l'emménagement. Ainsi, c'est l'occasion de passer un moment festif. Cela peut se dérouler à la fin de la journée, ou par la suite, une fois que le nouveau logement a été investi.

## Phases d'un déménagement

### Empaquetage et chargement

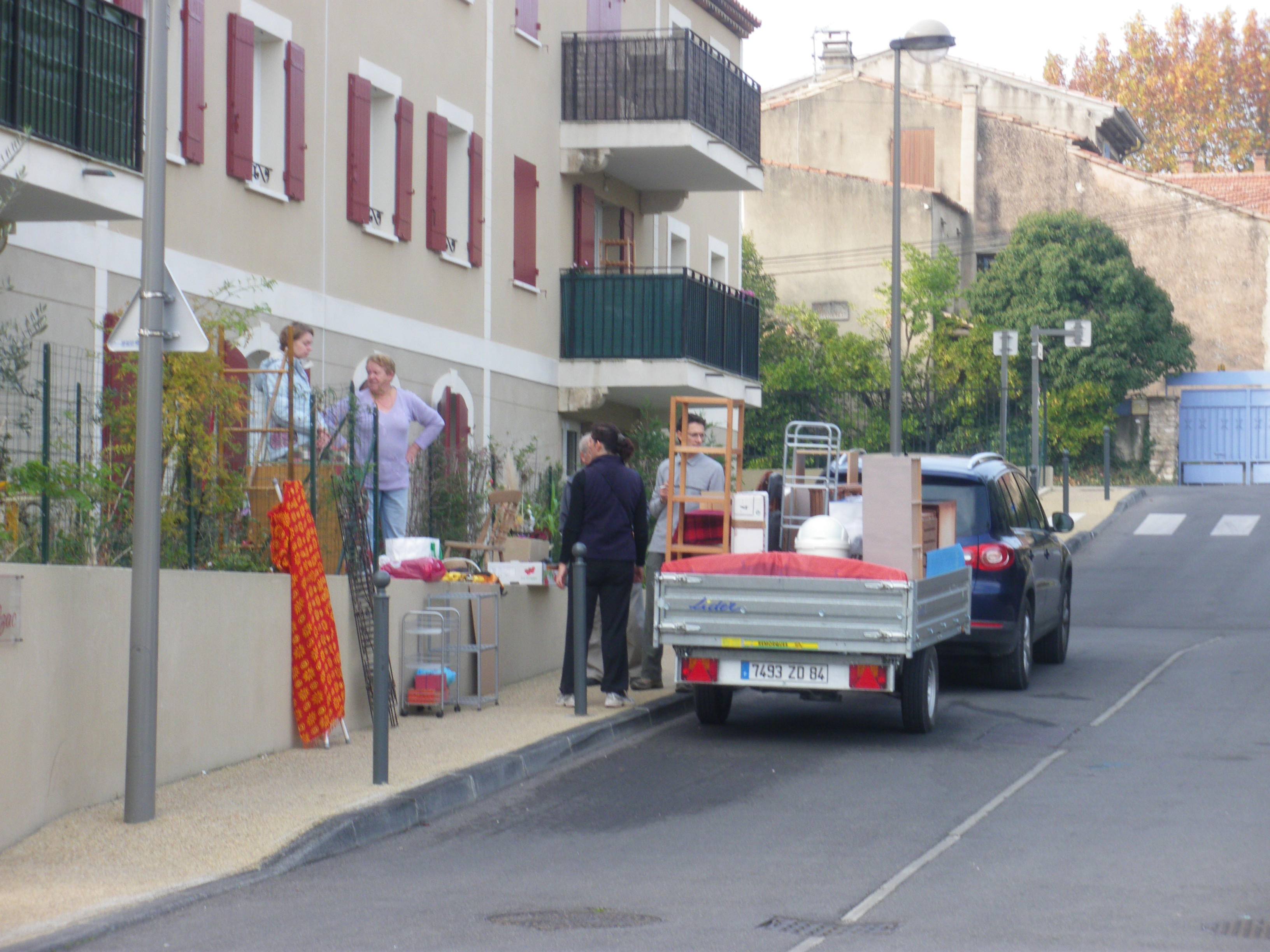
Chargement lors d'un déménagement fait par un particulier

Les petits objets ne sont pas transportés de manière indépendante, mais sont empaquetés. Cette opération a généralement lieu dans les jours ou les semaines qui précèdent la date choisie pour le transport.
Lorsque le déménagement se fait par une entreprise, l'empaquetage peut soit être assuré par les clients eux-mêmes, soit être pris en charge à leur place par l'entreprise, ce qui correspond à un niveau de prestation supérieur et engendre donc un surcoût.
Les contenants utilisés sont souvent des caisses en plastique ou des paquets en carton pré-découpés, qu'il ne reste plus qu'à plier pour leur donner leur forme définitive, et à fixer et refermer au moyen de ruban adhésif.
Les objets les plus fragiles, en particulier la vaisselle, sont généralement préalablement emballés dans du papier bulle ou du papier journal, pour limiter l'impact des chocs qui auront lieu lors du transport ; à cet effet, les entreprises de déménageurs disposent également de caisses et de mallettes dont les parois intérieures sont recouvertes de mousse.
Pour faciliter le futur dépaquetage, chaque paquet peut porter une inscription au feutre indiquant son contenu.
Le chargement dans le véhicule choisi pour le transport peut être facilité par un diable (fixe ou dit « d'escalier », qui permet de descendre et monter les marches sans à-coups et réduisant l'effort) et/ou un chariot roulant. Lorsque les escaliers sont trop étroits, ou simplement pour gagner du temps, il possible de passer les meubles par la fenêtre, soit en les faisant descendre après les avoir accrochés par des cordes, soit au moyen d'un monte-meuble, c'est-à-dire un monte-charge extérieur et mobile, dont disposent généralement les entreprises de déménageurs, mais que les particuliers peuvent également louer.
Pour éviter qu'ils ne soient mobiles au cours du transport, les meubles sont généralement fixés au moyen de sangles ; ils peuvent être protégés des chocs avec les parois du véhicule par des couvertures.
Il est parfois nécessaire de démonter les meubles en plusieurs morceaux lorsqu'ils sont trop lourds ou trop encombrants.
En France, certains magasins, notamment de meubles, ainsi que la plupart des bazars, fournissent des kits de déménagement, comprenant tout le matériel nécessaire. En suisse ces kits sont également disponibles en ligne.

### Transport

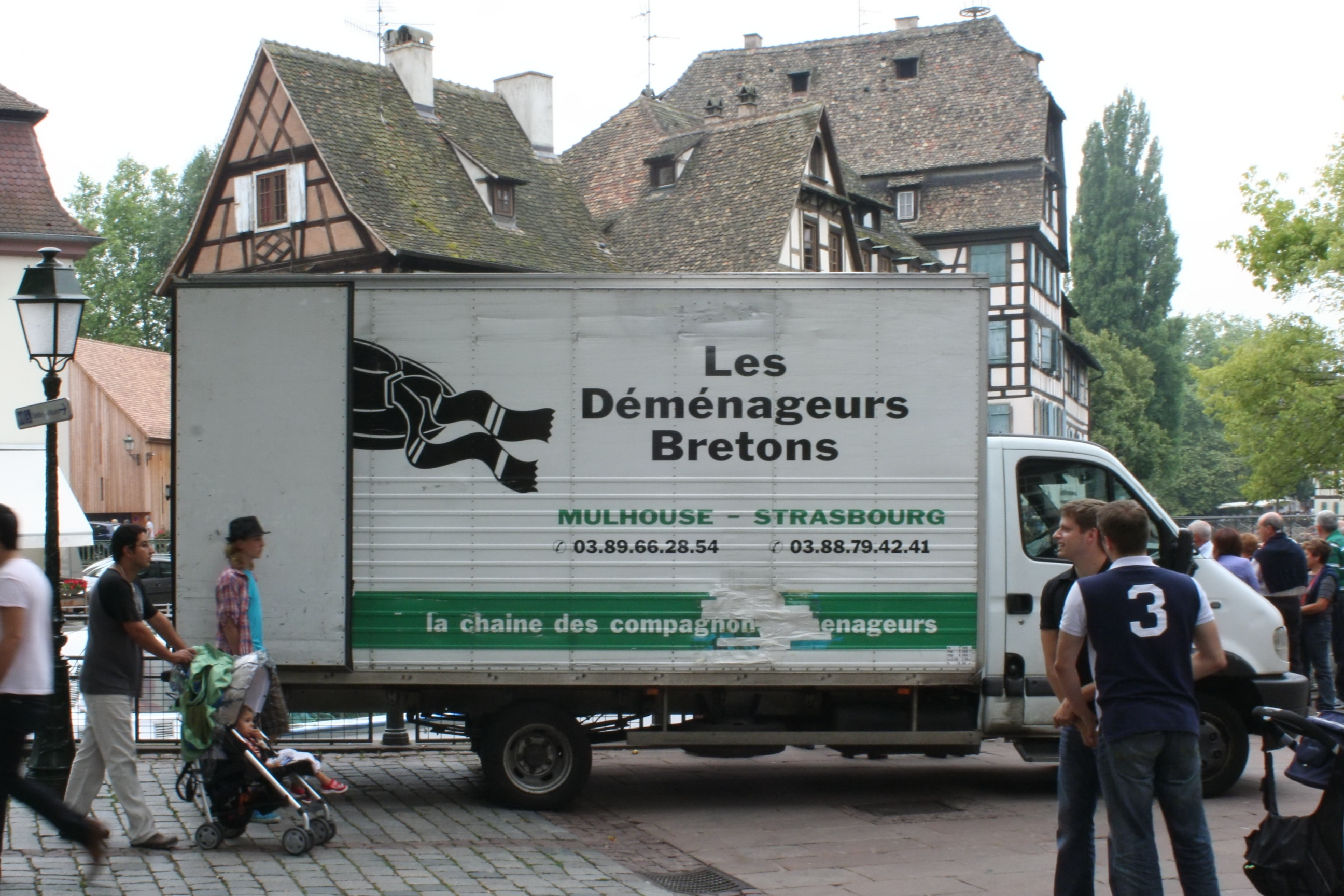
Camion de déménagement

Selon la distance, différents moyens de transport peuvent être utilisés : par la route pour les distances relativement courtes, et par avion ou par bateau pour les distances plus longues.
Il existe plusieurs solutions pour déménager par la route :
- dans un camion, lorsque le volume est supérieur à 20 mètres cubes (correspondant à un appartement de 3 pièces ou plus) : ceci nécessite généralement pour les particuliers de recourir à une entreprise de déménagement ;
- dans un utilitaire, lorsque le volume est compris entre 6 et 20 mètres cubes (studio ou appartement de 2 pièces) : ceci nécessite généralement pour les particuliers de recourir à une entreprise de location ;
- à vélo, lorsque la distance est de quelques kilomètres : trois déménageurs à vélo professionnels peuvent transporter environ 9 mètres cubes sur une dizaine de kilomètres et plus de 20 mètres cubes sur moins de 3 kilomètres ;
- dans son véhicule personnel, lorsque le volume est inférieur à 6 mètres cubes (quelques cartons, ou un ou deux meubles).

Certains sites permettent aux particuliers de louer un utilitaire jusqu'à 30 mètres cubes avec un permis B, sans passer par une entreprise de déménagement. Par ailleurs, le volume à transporter peut être fractionné en plusieurs voyages si la distance le permet, ou entre plusieurs véhicules.
Concernant la location d'utilitaire, il est possible de choisir une location en aller-retour ou en aller simple. La location en aller simple est utile quand on quitte une ville pour en rejoindre une autre assez éloignée géographiquement. Cette solution offre de nombreux avantages : économies sur les coûts de péage et de carburant (pas de retour à vide), diminution de la fatigue, des risques d'accident et de la pollution.

### Déchargement et dépaquetage
Généralement seuls les objets de première nécessité sont dépaquetés immédiatement après le déchargement ; les autres le sont dans les jours ou les semaines qui suivent, et certains peuvent ne pas l'être du tout s'ils ne trouvent plus d'utilité.

### Prime de déménagement
Dans le cadre de sa politique nataliste, accompagnant les étapes de la vie familiale, le gouvernement français crée en 1948 une première allocation-logement, visant à atténuer les charges de l'habitat. Déjà réservée aux familles de deux enfants ou plus, elle comprend une prime de déménagement. Cette prime a évolué jusqu'à aujourd'hui et constitue une prestation versée par la caisse d'allocations familiales aux familles accueillant leur troisième enfant et devant déménager pour manque de place.
La prime de déménagement est une aide financière versée sous condition de ressources. Elle témoigne du basculement, dans les politiques familiales, de la volonté initiale de soutenir la famille par des prestations familiales, à une volonté de lutte contre la pauvreté, qui cible les familles nombreuses paupérisées.
Elle est versée par la Caisse d’Assurance Familiale (CAF) ou la Mutualité sociale agricole (MSA). Elle s’adresse aux familles ayant au moins trois enfants (nés ou à naître). Il faut que le déménagement ait lieu entre le premier jour du mois civil du troisième mois de grossesse et le dernier jour du mois précédant le deuxième anniversaire du dernier enfant. Pour avoir cette prime, il faut également que le nouveau logement soit éligible à l’aide personnalisée au logement (APL) ou l’allocation de logement familial (ALF).
Le montant de la prime couvre les dépenses engendrées par le déménagement. Depuis le 1er avril 2020, la limite s’élève à 994,56 euros pour trois enfants à charge. Pour quatre enfants, la prime s’élève à 1077,44 euros. S' ajoutent ensuite 82,88 euros par enfant supplémentaire. La prime est versée en un seul versement, mais une avance de prime est envisageable, sur demande et sur présentation de devis. Malgré son faible montant, elle constitue une aide cruciale dans les situations matérielles délicates.
La demande est à faire dans les six mois suivants le déménagement, auprès de la CAF, via le formulaire Cerfa n°11363. Il faut également fournir les factures de déménagement. Cela peut correspondre à une facture d’un déménageur, acquittée, ou divers justificatifs de frais divers du déménagement. Ces frais peuvent être des factures de location de véhicule, de péage d’autoroute, de carburant.
En cas de refus, un recours est possible. Il faut alors envoyer un courrier à la CAF, dans un délai de deux mois et saisir la commission de recours amiable qui examinera la réclamation.

### Le garde-meuble
Le garde-meubles est une activité complémentaire au déménagement. C'est un local où le déménageur stockera temporairement les meubles et les cartons en attendant leur destination finale. C'est souvent un bâtiment intégré à l'entreprise de déménagement, mais des entreprises de self-stockage existent aussi.

## Le déménagement dans le monde

### Au Québec
Au Québec, bien qu'aucune loi ne fixe la fin des baux depuis 1974, la plupart des déménagements surviennent le 1er juillet ou dans les jours qui précèdent. Cette coutume québécoise a reçu le surnom de Fête du déménagement ou Journée nationale du déménagement. La Régie du logement du Québec est l'organisme chargé de trancher les litiges entre propriétaires et locataires résidentiels. Il dispose des pouvoirs d'un tribunal administratif.
En cas de déménagement important de l'un des parents de l'enfant, l'arrêt Gordon c. Goertz de la Cour suprême du Canada établit les règles à suivre dans un jugement sur la détermination de la garde parentale

### En France
Il existe deux certifications de qualité qui permettent de s'assurer de la qualité de la société prestataire: le label NF Déménagement et la certification ISO 9001 Déménagement de particuliers.
La liste des déménageurs certifiés NF est disponible sur le site NF. Beaucoup d'entreprises de déménagement françaises sont affiliées à la Chambre syndicale du déménagement et la Fédération Française des déménageurs FFD.
Selon une enquête OpinionWay réalisée en 2010, les Français déménagent en moyenne 4,6 fois dans leur vie. Près de 3 millions de déménagements de particuliers sont réalisés par an, pour un coût moyen de 1 000 euros, ce qui représente un potentiel marché de 3 milliards d'euros. La Fédération Française des Déménageurs estime que seuls 20 % des déménagements de particuliers sont exécutés par des professionnels.

## Dans la culture populaire
Les déménagements sont au centre du récit de plusieurs œuvres.

### Théâtre
- Le Carton est une pièce de théâtre de Clément Michel, créée en 2001.

### Cinéma
- Un déménagement est au centre de Beetlejuice, film américain de Tim Burton sorti en 1988.
- Le Déménagement est un film français d'Olivier Doran sorti en 1997.
- Le Déménagement est un moyen métrage français de Denis Dercourt sorti en 1997.
- Le Carton est un film français de Charles Némès sorti en 2004, adaptant la pièce homonyme.
- Premier juillet, le film est un film canadien de Philippe Gagnon sortie en 2004.

### Littérature
- Le Déménagement est un roman de Jean Cayrol paru en 1956.
- Le Déménagement est un roman de Georges Simenon paru en 1967.
- Vider les lieux est un roman d'Olivier Rolin paru en 2022.

## Jargon des déménageurs
Quelques termes de français sont utilisés spécifiquement par les déménageurs :[réf. souhaitée]
- Une berlue : une couverture de protection du mobilier.
- Une salade : une plante verte.
- Une courette : la distance entre le véhicule et le lieu du chargement ou du déchargement.
- Une dolly : une planche à roulette multi-directionnelle.
- Un palantage : au Québec, action de passer un meuble par un balcon ou une fenêtre à l'aide de courroies.